# Томпкинс (округ)
Округ Томпкинс (англ. Tompkins County) — округ штата Нью-Йорк, США. Население округа на 2000 год составляло 96 502 человек. Административный центр округа — город Итака.

## История
Округ Томпкинс основан в 1817 году. Источник образования округа Томпкинс: округа Кейюга и Сенека.

## География
Округ занимает площадь 1232,8 км2.

## Демография
Согласно переписи населения 2000 года, в округе Томпкинс проживало 96 502 человек. По оценке Бюро переписи населения США, к 2009 году население увеличилось на 5,5%, до 101 779 человек. Плотность населения составляла 82,6 человек на квадратный километр.